# Dorian Boccolacci
Dorian Boccolacci (Cannes, 9 settembre 1998) è un pilota automobilistico francese, attualmente compete nella GT World Challenge Europe.

## Carriera

### Kart e Formule minori
Nato a Cannes, Boccolacci inizia la sua carriera sui kart nel 2011. Nel 2013 ottiene il primo posto nei campionati WSK Super Master Series, CIK-FIA International Super Cup e WSK Euro Series classe KF.
Boccolacci debutta nelle monoposto nel 2014, gareggiando nel campionato francese di Formula 4. Alla fine della stagione termina al secondo posto, con due vittorie e due pole all'attivo.

### F3 europea
Nella successiva stagione 2015 debutta nella F3 europea, con il team Signature. Ottiene 27 punti nell'arco del campionato e conclude in diciannovesima posizione.

### Formula Renault
Nella stagione 2016 partecipa ai campionati Formula Renault 2.0 NEC ed Eurocup Formula Renault 2.0 con il team Tech 1 Racing. Riesce ad ottenere due vittorie e il secondo posto nella classifica finale dell'Eurocup, mentre si piazza al terzo posto finale nel Formula Renault 2.0 NEC.

### GP3 Series
Nel 2017 Boccolacci fa il suo debutto in GP3 con il team Trident Racing. Nella sua prima stagione riesce ad ottenere una vittoria nella gara sprint di Yas Marina, gara conclusiva della stagione. Con un totale di tre podi e diversi piazzamenti a punti, termina al sesto posto in campionato.
Nella stagione successiva prosegue nella categoria, passando al team MP Motorsport. Ottiene una vittoria nella gara sprint dell'Hungaroring, prima di passare in Formula 2.

### Formula 2
Nella stagione 2018, a partire dalla gara di Spa-Francorchamps, Boccolacci sale di categoria, debuttando in Formula 2 con il team MP Motorsport, in sostituzione di Roberto Merhi. Ottiene un settimo posto quale miglior risultato e 3 punti in totale.
Nel 2019 prosegue nella categoria, ma passa al team Campos insieme a Jack Aitken. La stagione inizia male per il francese nei primi due round in Bahrain ma a Baku e a Monaco ottiene ottimi risultati, il suo miglior risultato lo ottiene arrivando 4º nella feature race di Monaco. il 25 Giugno la Campos annuncia Arjun Maini come sostituto di Boccolacci, quest'ultimo affermerà tramite social che i round al Paul Ricard sono state le sue ultime gare in Formula 2. Tuttavia, saltate le gare in Austria riesce al GP successivo a Silverstone a correre solo in quel weekend per la Trident.

### GT ed Endurance
Nel 2020 lascia le corse in monoposto per dedicarsi alle corse GT dove ottiene due secondi posti nella Porsche Carrera Cup Francese e la vittoria nella serie nel 2023. L'anno seguente si impegna completamente nella GT World Challenge Europe Endurance Cup.

## Risultati

### Riassunto della carriera
| Stagione | Campionato                                       | Team                               | Gare | Vittorie | Pole | Gpv | Podi | Punti | Pos.  |
| -------- | ------------------------------------------------ | ---------------------------------- | ---- | -------- | ---- | --- | ---- | ----- | ----- |
| 2014     | F4 French Championship                           | N.A.                               | 21   | 2        | 2    | 2   | 8    | 238   | 2º    |
| 2015     | F3 europea                                       | Signature                          | 33   | 0        | 0    | 0   | 0    | 27    | 19º   |
| 2015     | Gran Premio di Macao                             | Signature                          | 1    | 0        | 0    | 0   | 0    | N.A.  | 11º   |
| 2016     | Eurocup Formula Renault 2.0                      | Tech 1 Racing                      | 15   | 2        | 2    | 3   | 7    | 200   | 2º    |
| 2016     | Formula Renault 2.0 NEC                          | Tech 1 Racing                      | 15   | 1        | 0    | 0   | 5    | 226   | 3º    |
| 2016     | Euroformula Open                                 | Teo Martín Motorsport              | 2    | 0        | 0    | 0   | 1    | 0     | N.C.† |
| 2017     | GP3 Series                                       | Trident                            | 15   | 1        | 0    | 0   | 3    | 93    | 6º    |
| 2017–18  | Andros Trophy – Électrique Class                 | SPI Logistics                      | 3    | 1        | 1    | 1   | 1    | 82    | 12º   |
| 2018     | GP3 Series                                       | MP Motorsport                      | 10   | 1        | 1    | 1   | 1    | 58    | 10º   |
| 2018     | Formula 2                                        | MP Motorsport                      | 8    | 0        | 0    | 0   | 0    | 3     | 21º   |
| 2019     | Formula 2                                        | Campos Racing                      | 12   | 0        | 0    | 0   | 0    | 30    | 14º   |
| 2020     | ADAC GT Masters                                  | Team Zakspeed BKK Mobil Oil Racing | 14   | 1        | 0    | 0   | 1    | 70    | 12º   |
| 2020     | Lamborghini Super Trofeo Europe                  | Oregon Team                        | 8    | 2        | 0    | 0   | 4    | 74    | 5º    |
| 2020     | GT World Challenge Europe Endurance Cup          | Saintéloc Racing                   | 4    | 0        | 0    | 0   | 0    | 22    | 15º   |
| 2020     | Intercontinental GT Challenge                    | Audi Sport Team Saintéloc Racing   | 1    | 0        | 0    | 0   | 0    | 10    | 16º   |
| 2021     | Porsche Supercup                                 | Martinet by Alméras                | 8    | 0        | 0    | 0   | 2    | 81    | 6º    |
| 2021     | Porsche Carrera Cup Francese                     | Martinet by Alméras                | 12   | 4        | 5    | 1   | 8    | 229   | 2º    |
| 2021     | Porsche Carrera Cup Germania                     | Martinet by Alméras                | 4    | 0        | 0    | 1   | 0    | 0     | NC†   |
| 2021–22  | Andros Trophy - Elite Pro Class                  | Saintéloc Racing                   | 9    | 0        | 0    | 0   | 4    | 488   | 5º    |
| 2022     | Porsche Supercup                                 | Martinet by Alméras                | 8    | 0        | 0    | 0   | 1    | 59    | 7º    |
| 2022     | Porsche Carrera Cup France                       | Martinet by Alméras                | 12   | 5        | 5    | 4   | 10   | 245   | 2º    |
| 2022     | Ultimate Cup Series - GT Endurance - Porsche Cup | Martinet by Alméras                | 1    | 0        | 0    | 0   | 0    | 20    | 13º   |
| 2022     | Nürburgring Endurance Series - Cup2              | Team Mathol Racing e.V             | 4    | 0        | 1    | 0   | 2    | 27    | 38º   |
| 2022–23  | Andros Trophy - Elite Pro Class                  | Sébastien Loeb Racing              | 10   | 3        | 1    | 2   | 4    | 521   | 2º    |
| 2023     | Porsche Supercup                                 | CLRT                               | 8    | 0        | 1    | 0   | 2    | 79    | 5º    |
| 2023     | GT World Challenge Europe Endurance Cup - Pro-Am | CLRT                               | 1    | 0        | 0    | 0   | 1    | 19    | 15º   |
| 2023     | Porsche Carrera Cup France                       | CLRT                               | 11   | 5        | 7    | 5   | 9    | 239   | 1°    |
| 2023     | Nürburgring Endurance Series - Cup2              | Team Mathol Racing e.V.            | 2    | 0        | 0    | 0   | 0    | 0     | NC†   |
| 2023–24  | Asian Le Mans Series - GT                        | Huber Motorsport                   | 2    | 0        | 0    | 0   | 0    | 0     | 35º   |
| 2024     | GT World Challenge Europe Endurance Cup          | Schumacher CLRT                    |      |          |      |     |      |       |       |

† In quanto pilota ospite, non aveva diritto a segnare punti.
* Stagioni in corso.

### Risultati in GP3 Series
(legenda) (Le gare in grassetto indicano la pole position) (Le gare in corsivo indicano Gpv)
| Stagione | Team           | 1         | 2         | 3          | 4           | 5          | 6           | 7         | 8         | 9         | 10         | 11         | 12           | 13        | 14        | 15        | 16        | 17      | 18      | Pos | Punti |
| -------- | -------------- | --------- | --------- | ---------- | ----------- | ---------- | ----------- | --------- | --------- | --------- | ---------- | ---------- | ------------ | --------- | --------- | --------- | --------- | ------- | ------- | --- | ----- |
| 2017     | Trident Racing | CAT FEA 6 | CAT SPR 2 | RBR FEA 9  | RBR SPR 17† | SIL FEA 8  | SIL SPR Rit | HUN FEA 5 | HUN SPR 4 | SPA FEA 5 | SPA SPR 17 | MNZ FEA 14 | MNZ SPR Canc | JER FEA 7 | JER SPR 2 | YMC FEA 7 | YMC SPR 1 |         |         | 6º  | 93    |
| 2018     | MP Motorsport  | CAT FEA 5 | CAT SPR 5 | LEC FEA SQ | LEC SPR 14  | RBR FEA 10 | RBR SPR 5   | SIL FEA 5 | SIL SPR 9 | HUN FEA 8 | HUN SPR 1  | SPA FEA    | SPA SPR      | MNZ FEA   | MNZ SPR   | SOC FEA   | SOC SPR   | YMC FEA | YMC SPR | 10º | 58    |

† Non ha concluso la gara, ma è stato ugualmente classificato avendo completato almeno il 90% della distanza di gara.

### Risultati in Formula 2
(legenda) (Le gare in grassetto indicano la pole position) (Le gare in corsivo indicano Gpv)
| Stagione | Team               | 1          | 2          | 3         | 4         | 5          | 6          | 7         | 8         | 9           | 10         | 11      | 12      | 13          | 14         | 15      | 16      | 17         | 18         | 19          | 20        | 21         | 22        | 23         | 24         | Pos | Punti |
| -------- | ------------------ | ---------- | ---------- | --------- | --------- | ---------- | ---------- | --------- | --------- | ----------- | ---------- | ------- | ------- | ----------- | ---------- | ------- | ------- | ---------- | ---------- | ----------- | --------- | ---------- | --------- | ---------- | ---------- | --- | ----- |
| 2018     | MP Motorsport      | BHR FEA    | BHR SPR    | BAK FEA   | BAK SPR   | CAT FEA    | CAT SPR    | MON FEA   | MON SPR   | LEC FEA     | LEC SPR    | RBR FEA | RBR SPR | SIL FEA     | SIL SPR    | HUN FEA | HUN SPR | SPA FEA 15 | SPA SPR 18 | MNZ FEA Rit | MNZ SPR 7 | SOC FEA 13 | SOC SPR 8 | YMC FEA 12 | YMC SPR 11 | 21º | 3     |
| 2019     | Campos Racing      | BHR FEA 15 | BHR SPR 17 | BAK FEA 5 | BAK SPR 7 | CAT FEA 14 | CAT SPR 18 | MON FEA 4 | MON SPR 5 | LEC FEA Rit | LEC SPR 13 | RBR FEA | RBR SPR | SIL FEA     | SIL SPR    | HUN FEA | HUN SPR | SPA FEA    | SPA SPR    | MNZ FEA     | MNZ SPR   | SOC FEA    | SOC SPR   | YMC FEA    | YMC SPR    | 14º | 30    |
| 2019     | Trident Motorsport | BHR FEA    | BHR SPR    | BAK FEA   | BAK SPR   | CAT FEA    | CAT SPR    | MON FEA   | MON SPR   | LEC FEA     | LEC SPR    | RBR FEA | RBR SPR | SIL FEA Rit | SIL SPR 14 | HUN FEA | HUN SPR | SPA FEA    | SPA SPR    | MNZ FEA     | MNZ SPR   | SOC FEA    | SOC SPR   | YMC FEA    | YMC SPR    | 14º | 30    |

### Risultati Porsche Supercup
| Anno | Squadra             | MON | RBR | RBR | HUN | SPA | ZND | MNZ | MNZ | Punti | Pos. |
| ---- | ------------------- | --- | --- | --- | --- | --- | --- | --- | --- | ----- | ---- |
| 2021 | Martinet by Almeras | 3   | 4   | 13  | 21  | 7   | 9   | 2   | 9   | 81    | 6°   |
| Anno | Squadra             | IMO | MON | GBR | AUT | LEC | SPA | ZND | MNZ | Punti | Pos. |
| 2022 | Martinet by Almeras | 6   | 2   | Rit | Rit | 12  | 11  | 7   | 6   | 58    | 7°   |